# Slave Raider
Slave Raider è una band heavy metal fondata a Minneapolis, Minnesota nel 1985.

## Storia
La band presentava un look molto caratteristico: i vari componenti erano mascherati da pirati e il cantante Chainsaw Caine, oltre ad indossare la classica benda nera sull'occhio, maneggiava impunemente una motosega.
Oltre a Caine, la band era composta dai chitarristi Nicci Wikkid e Lance Sabin, dalla bassista Laetitia Rae e dal batterista The Rock. Nonostante i primi due album fossero stati prodotti dal noto Chris Tsangarides (Judas Priest, Thin Lizzy, Y&T, Tigertailz), vennero pubblicati per la piccola label Zomba Recording, e poco sponsorizzati, non riuscendo a raggiungere rilevanti posizioni nelle classifiche. La band si conquistò comunque  un seguito grazie al videoclip Make Some Noise e ad alcune esibizioni nel tour del 1988 dove Caine sventrava con la motosega un'enorme gigantografia del noto cantante pop Rick Astley molto popolare in quel periodo. Nel 1989 il loro brano "What Do You Know About Rock'n'Roll?", tratto dall'omonimo album, venne inserito nella colonna sonora del film Nightmare 5. Con le defezioni di Wikkid e Rae, sostituiti dal chitarrista Tommy D, la band pubblicò il terzo album che rimase nel totale anonimato. Dopo lo scioglimento avvenuto nel 1990, i singoli componenti svanirono nel nulla per poi riunirsi una sola volta nel 1998 in occasione di un unico concerto. Per quanto bistrattati e ignorati dalla stampa di quel periodo, oggi i loro dischi sono diventati apprezzati e molto quotati come oggetti da collezione da appassionati della scena.

## Formazione

### Ultima
- Chainsaw Caine - voce
- Lance Sabin - chitarra (1985-1989)
- Tommy D. - basso
- The Rock - batteria

### Ex componenti
- Nicci Wikkid - chitarra (1985-1989)
- Tommy D - chitarra (1990)
- Laetitia Rae - basso

## Discografia
- 1986 Take the World by Storm
- 1988 What do you Know About Rock'n'Roll?
- 1990 Bigger, Badder & Bolder